# Epa (motorfiets)
Epa is een historisch Duits merk van motorfietsen.
De bedrijfsnaam was Peter Pazicky, Motorradbau, Nürnberg
Epa was een van de vele kleine bedrijfjes dat aan het begin van de jaren twintig motorfietsen ging produceren. Voor deze motorfietsen werden bij het Britse merk JAP 293 cc inbouwmotoren besteld. De productie begon in 1924 maar eindigde al in 1925.
In de periode dat het bedrijf Epa motorfietsen ging maken, was de concurrentie in Duitsland enorm. Het land verkeerde in een groeiende economische depressie door de herstelbetalingen na de Eerste Wereldoorlog, en kleine bedrijfjes moesten het meestal hebben van een kleine klantenkring in hun eigen regio. In de omgeving van Neurenberg was dat bepaald een probleem: Epa moest het opnemen tegen kleine merkjes als Abako, Astoria, Enag, Eschag, Franzani, Heilo, Heller, Huc, Imperia, JHC, Kofa, Lloyd, Mammut, Maurer, MF, MJS, Nestoria, Ocra, Rex, RUT, Ziejanü en Zwerg, maar ook tegen (in die tijd) grote bedrijven als Ardie, Hecker, Hercules, Mars, TWN, (een zusterbedrijf van het grote Britse merk Triumph), Victoria en Zündapp. De "kleintjes" verdwenen allemaal binnen een paar jaar van de markt, en Epa was er een van.